# پارک ملی شیکوتسو-تویا
پارک ملی شیکوتسو-تویا (به لاتین: Shikotsu-Tōya National Park) یک پارک ملی و منطقهٔ مسکونی در ژاپن است که در Hokkaido Prefecture واقع شده‌است.